# Scatman John
John Paul Larkin (13. března 1942 El Monte – 3. prosince 1999 Los Angeles), známější jako Scatman John nebo John Scatman, byl americký zpěvák. Nejprve se věnoval jazzu a v 90. letech se mu podařilo dosáhnout celosvětového úspěchu díky jeho unikátnímu spojení scatu s eurodancem. Jeho nejúspěšnějším hitem byla píseň Scatman (Ski Ba Bop Ba Dop Bop), v které dokázal naplno využít své vrozené vady řeči koktavosti. Za své zásluhy se dostal do síně slávy amerického národního sdružení koktavých lidí.

## Životopis

### Dětství a počátky hudební kariéry
Narodil se ve městě El Monte v Kalifornii. Už odmala trpěl závažnou vadou řeči a kvůli své velké koktavosti v dětství nezažíval hezké chvilky. Dokonce i na vrcholu slávy v 90. letech měl značné problémy s dokončením věty, aniž by přitom šestkrát nezopakoval poslední slovo. Nicméně ve svých 12 letech začal hrát na klavír a později se seznámil i se zpěvem formou scatování díky poslechu hudby od Louise Armstronga a dalších. Hra na klavír mu dala smysl života, možnost uměleckého vyjádření a kompenzaci za jeho vadu řeči. V rozhovoru z roku 1996 prozradil: „Hra na klavír mi ukázala cestu, jak mluvit… Schovával jsem se za klavír, protože jsem se bál mluvit.“
V 70. letech se z Johna Larkina stal profesionální jazzový pianista a působil v mnoha jazzových klubech v okolí Los Angeles. V 80. letech ale Larkin propadl alkoholu a drogám, ale když v lednu 1986 zemřel jeho přítel a kolega Joe Farrell, který měl také problémy s drogami, rozhodl se závislost překonat. V tom mu pomáhala jeho manželka Judy, která se také léčila z alkoholismu, a nakonec to zvládl. V témže roce vydal i své debutové album John Larkin, které ale nebylo komerčně prodávané a vydal ho pravděpodobně na vlastní náklady v omezeném množství.

### Zrození Scatmana Johna
V roce 1990 se přestěhoval do Berlína, aby nabral zkušenosti a obohatil svou jazzovou kariéru. Zde pokračoval ve své práci jazzového pianisty a působil v mnoha německých klubech a barech. Zde se také rozhodl poprvé ke svému hraní přidat i zpěv, když sklidil ovace po své instrumentální interpretaci písně On the Sunny Side of the Street. Po nějaké době jeho agent Manfred Zähringer navrhl, aby zkombinoval svůj pěvecký projev scatu s moderní elektronickou hudbou jako například s technem nebo s hip hopem. Larkin byl nejprve skeptický, ale vydavatelé z BMG Hamburg pro něj měli pochopení.
Také měl strach, co řekne publikum na to, že koktá. Jeho žena proto navrhla, aby o svém handicapu zpíval přímo ve svých písních. Ve spolupráci s producenty specializovanými na taneční hudbu Ingo Kaysem a Tonym Cataniou nahrál svůj první singl Scatman (Ski Ba Bop Ba Dop Bop), ve kterém povzbuzoval koktající lidi k vyrovnání se s touto vadou. Poté přijal umělecké jméno Scatman John.

### Mezinárodní úspěch
V roce 1995 se stal světově známým díky svému prvnímu hitu „Scatman (Ski Ba Bop Ba Dop Bop)“. Ze začátku se sice píseň moc nechytala, ale postupem času se vypracovala na první místa mnoha národních hitparád a po mnoho týdnů si udržovala pozici v první desítce. Hned nato nahrál svůj druhý singl Scatman's World, se kterou sice sklidil menší, ale stále ještě pozoruhodný úspěch. Ještě v roce 1995 natočil pod svým novým jménem po úspěchu obou singlů své první album Scatman's World a započal své evropské a asijské turné. Stal se populární zejména mezi dětmi, a tak například na koncertě ve Španělsku se mu stalo, že děti natolik křičely, když se objevil na pódiu, že vůbec kvůli tomu nemohl začít zpívat a musel čekat pět minut, než se trochu uklidnily. Během turné absolvoval tolik tiskových konferencí a rozhovorů s novináři, že se konečně naučil mluvit plynule a byl velice zaskočen, když se ho jeden novinář zeptal, proč je členem komunity koktavých lidí, když ho nikdy neslyšel koktat. Bylo to poprvé v jeho životě, kdy se cítil trapně za to, že mluví plynule, a že nekoktá.
V roce 1996 vydal své druhé album Everybody Jam!, které však nezaznamenalo takový úspěch jako první. Největší popularity dosáhl v Japonsku a oblíbili si ho tam natolik, že tiskli jeho portrét na telefonní karty a na plechovky od Coca Coly.

### Konec kariéry
V roce 1999 vydal své třetí a zároveň poslední album Take Your Time. Předtím se ale už koncem roku 1998 začaly projevovat jeho závažné zdravotní potíže. Na novém albu pracoval, ačkoliv mu bylo doporučeno odpočívat. Byl mu diagnostikován karcinom plic a musel podstoupit krátce po vydání svého třetího alba léčbu. Přesto mu zůstával úsměv na tváři a prohlásil, že „Cokoliv Bůh chce, je pro mě dobré… Měl jsem úžasný život. Ochutnal jsem krásu.“ John Paul Larkin (John Scatman) zemřel 3. prosince 1999 ve svém domě v Los Angeles. Po své smrti byl zpopelněn a rozprášen do moře poblíž Malibu.

## Diskografie
- Alba
  - John Larkin (1986) - nekomerční
  - Scatman's World (1995)
  - Everybody Jam! (1996)
  - Take Your Time (1999)
  - Listen to the Scatman (2001)
  - The Best of Scatman John (2002) - jen pro Japonsko

- Singly
  - Scatman (Ski Ba Bop Ba Dop Bop) (1994)
  - Scatman's World (1995)
  - Song of Scatland (1995)
  - Only You (1995)
  - Scat Paradise (1995)
  - Su Su Su Super キ・レ・イ (1996)
  - Pripri Scat (1996)
  - Everybody Jam! (1996)
  - Let It Go (1996)
  - Scatmambo (1998)
  - The Chickadee Song (1999)
  - Take Your Time (1999)
  - I Love Samba (1999)
  - Ichi, Ni, San... Go! (1999)